# Eisenstein (berg i Österrike)
Eisenstein är ett berg i Österrike.   Det ligger i distriktet Sankt Pölten-Land och förbundslandet Niederösterreich, i den östra delen av landet, 80 km väster om huvudstaden Wien. Toppen på Eisenstein är 1 098 meter över havet, eller 7 meter över den omgivande terrängen. Bredden vid basen är 0,19 km.
Terrängen runt Eisenstein är huvudsakligen kuperad. Närmaste större samhälle är Kirchberg an der Pielach, 8,3 km norr om Eisenstein. 
I omgivningarna runt Eisenstein växer i huvudsak blandskog. Runt Eisenstein är det ganska glesbefolkat, med 42 invånare per kvadratkilometer.